# Astragalus ochranthus
Astragalus ochranthus är en ärtväxtart som beskrevs av Nikolai Fedorovich Gontscharow. Astragalus ochranthus ingår i släktet vedlar, och familjen ärtväxter. Inga underarter finns listade i Catalogue of Life.